# Курчавенков Анатолій Павлович
Анатолій Павлович Курчавенков (рос. Анатолий Павлович Курчавенков; нар. 7 жовтня 1936, Ленінград, СРСР — пом. невідомо) — радянський футболіст, нападник.

## Життєпис
Вихованець ленінградського «Динамо». У 1956 році перебував у складі ленінградського «Зеніту». У 1957-1959 роках виступав за львівський СКВО. 18 липня 1960 року дебютував за «Зеніт» у домашньому матчі проти талліннського «Калева» (6:0): у другому таймі вийшов на заміну і незабаром забив п'ятий м'яч команди. У наступному поєдинку — з ризькою «Даугавою» (2:2) — відіграв весь матч, забив м'яч на 38-й хвилині. У наступних семи поєдинках забив ще шість м'ячів, в тому числі й оформив два дубля; став одним з найкращих асистентів команди. У наступному сезоні після приходу нового головного тренера Євгена Єлисєєва Курчавенков, мав проблеми з дотриманням дисципліни, через що не зіграв жодного матчу. Виступав за команди класу «Б» «Спартак» Ленінград (1961), «Трудові резерви» Луганськ (1962), «Хімік» Сєвєродонецьк (1962).